# Petr Weiss
Petr Weiss (ur. 11 lipca 1954 w Lewoczy) – czeski seksuolog, psycholog kliniczny i psychoterapeuta pochodzenia żydowskiego.
W 1978 r. ukończył studia z zakresu psychologii na Wydziale Filozoficznym Uniwersytetu Karola w Pradze, gdzie w 1980 r. uzyskał doktorat. Na Wydziale Filozoficznym Uniwersytetu Palackiego w Ołomuńcu uzyskał w 1999 r. tytuł Ph.D.; w 2000 r. został docentem, a w 2003 r. – profesorem psychologii klinicznej. W 2014 r. otrzymał tytuł doktora nauk (DSc.). Do psychologii, jak sam twierdzi, dostał się przypadkiem.
Jego dorobek obejmuje ponad 240 artykułów naukowych (współtworzonych bądź autorskich).

## Wybrana twórczość
- Sexuální zneužívání – pachatelé a oběti (współautorstwo, 2000)
- Sexuální zneužívání dětí (współautorstwo, 2005)
- Etické otázky v psychologii (współautorstwo, 2011)
- Weissova navigace sexem (współautorstwo, 2014)